# Efferia anza
Efferia anza este o specie de muște din genul Efferia, familia Asilidae, descrisă de Forbes în anul 1988.
Este endemică în California. Conform Catalogue of Life specia Efferia anza nu are subspecii cunoscute.